# Carmelo da Sagrada Família (Torre de Moncorvo)
O Carmelo a Sagrada Família ou, simplesmente, Carmelo de Torre de Moncorvo, é um convento de clausura monástica de Monjas da Ordem dos Carmelitas da Antiga Observância localizado na vila de Torre de Moncorvo e diocese de Bragança-Miranda, na província de Trás-os-Montes e Alto Douro, em Portugal.
Este convento carmelita foi consagrado à Sagrada Família de Nazaré.